# Mascote (ort)
Mascote är en ort i Brasilien.   Den ligger i kommunen Mascote och delstaten Bahia, i den östra delen av landet, 900 km öster om huvudstaden Brasília. Mascote ligger 56 meter över havet och antalet invånare är 18 863.
Terrängen runt Mascote är platt åt sydost, men åt nordväst är den kuperad. Mascote ligger nere i en dal. Det finns inga andra samhällen i närheten. 
I omgivningarna runt Mascote växer i huvudsak städsegrön lövskog. Runt Mascote är det mycket glesbefolkat, med 7 invånare per kvadratkilometer.